# Exocoelactis actinostoloides
Exocoelactis actinostoloides is een zeeanemonensoort uit de familie Exocoelactiidae.
Exocoelactis actinostoloides is voor het eerst wetenschappelijk beschreven door Wassilieff in 1908.